# ジェロニモ (1993年の映画)
『ジェロニモ』（原題：Geronimo: An American Legend）は、1993年公開のアメリカ合衆国の西部劇映画。
チリカワ族アパッチインディアンの戦士ジェロニモを描いた歴史ドラマ映画。ウォルター・ヒル監督、ジョン・ミリアス原案・脚本。彼の護送を行なった若い白人将校（デイヴィス少尉）の回想という形でストーリーが展開する。

## キャスト
※括弧内は日本語吹替
- ジェロニモ - ウェス・ステュディ（麦人）
- チャールズ・ゲイトウッド（英語版）中尉 - ジェイソン・パトリック（江原正士）
- ジョージ・クルック准将（ナンタンルパン） - ジーン・ハックマン（石田太郎）
- アル・シーバー（英語版）隊長 - ロバート・デュヴァル（内田稔）
- ブリットン・デイヴィス（英語版）少尉 - マット・デイモン（平田広明）
- マンガス - ロドニー・A・グラント（秋元羊介）
- ネルソン・マイルズ中将 - ケヴィン・タイ（村松康雄）
- チャト（英語版） - スティーヴ・リーヴィス（英語版）（池田勝）
- ターキー軍曹 - カルロス・パロミノ
- ウルザナ - ヴィクター・アーロン（英語版）
- ダッチー軍曹 - スチュアート・プラウド・イーグル・グラント
- スクーノヴァー - スティーヴン・マクハティ
- ヘンティグ大尉 - ジョン・フィン
- ジョー・ホーキンス元帥 - リー・デ・ブロー
- オールド・ナナ（英語版） - リノ・サンダー（英語版）
- レドンド - スコット・ウィルソン